# Partia Syndykalistyczna
Partia Syndykalistyczna (hiszp. Partido Sindicalista) – hiszpańska partia polityczna utworzona w 1932 r. przez byłego sekretarza krajowego anarchosyndykalistycznego związku zawodowego CNT, Ángela Pestañę. Zamiarem Pestany było stworzenie ruchu robotniczego składającego się ze związku zawodowego i partii politycznej, dzielących między siebie cele i działania związkowe oraz polityczne.
CNT podeszła sceptycznie do Partii Syndykalistycznej. Struktury PS istniały w Madrycie, Andaluzja, Katalonii, Aragonii i Walencji. Wydawała dziennik „El Pueblo” (Lud); oprócz tego w latach 1936–1937 w Katalonii wydawała gazetę „Hora Sindicalista” (Czas Związkowy), a później istniejącą do stycznia 1939 r. „Mañana” (Jutro). Młodzieżówka partii nosiła nazwę Juventudes Sindicalistas (Młodzież Syndykalistyczna).
W 1936 r. dwaj członkowie partii, Ángel Pestaña i Benito Pabón zostali wybrani do parlamentu, gdzie należeli do lewicowej koalicji Frontu Ludowego; PS poparła Republikę w czasie hiszpańskiej wojny domowej. Rozpadła się po śmierci Pestany w grudniu 1936 r.; miała wówczas 30 000 członków.
W 1976 r. powstała partia pod taką samą nazwą, nawiązująca do tradycji Partii Syndykalistycznej z lat 30. W wyborach 1979 r. zdobyła 9.777 głosów (0,05%), z czego 5.932 (0,2%) w Katalonii. Działała do 1985 r.